# Aleurocanthus mvoutiensis
Aleurocanthus mvoutiensis là một loài côn trùng cánh nửa trong họ Aleyrodidae, phân họ Aleyrodinae.
Aleurocanthus mvoutiensis được Cohic miêu tả khoa học đầu tiên năm 1966.